# Gianni De Michelis
Gianni De Michelis (ur. 26 listopada 1940 w Wenecji, zm. 11 maja 2019 tamże) – włoski polityk, nauczyciel akademicki, eurodeputowany, minister w licznych rządach.

## Życiorys
Ukończył w 1963 studia z zakresu chemii na Uniwersytecie Padewskim. Pracował na tej uczelni jako wykładowca, w latach 1980–1999 był profesorem uniwersyteckim. Od 1976 zasiadał w kierownictwie Włoskiej Partii Socjalistycznej. Należał do najbliższych współpracowników Bettina Craxiego.
W latach 1964–1980 i ponownie od 1990 do 1995 zasiadał w radzie Wenecji. W okresie 1976–1994 sprawował mandat posła do Izby Deputowanych VII, VIII, IX, X i XI kadencji. W drugiej połowie lat 80. przez rok kierował grupą deputowanych PSI.
W 1980 po raz pierwszy wszedł w skład rządu jako minister do spraw skarbu państwa. Stanowisko to zajmował przez trzy lata. W okresie kierowania rządem przez Bettina Craxiego pełnił funkcję ministra pracy i ochrony socjalnej (1983–1987). Od 1988 do 1989 był wicepremierem, następnie do 1992 sprawował urząd ministra spraw zagranicznych.
Jego karierą polityczną zachwiało śledztwo Mani pulite prowadzone w związku z tzw. aferą Tangentopoli, które doprowadziło na początku lat 90. do upadku większości włoskich partii politycznych. Gianni De Michelis został oskarżony o szereg przestępstw korupcyjnych i następnie skazany na kary pozbawienia wolności za wręczanie łapówek i nielegalne finansowanie partii.
Do działalności partyjnej powrócił w 1996, powołując wraz z innymi dawnymi działaczami PSI Partię Socjalistyczną. Po zjednoczeniu się z Ligą Socjalistyczną został jednym z liderów Nowej Włoskiej Partii Socjalistycznej, która przystąpiła do centroprawicowego Domu Wolności.
W wyborach w 2004 uzyskał mandat posła do Parlamentu Europejskiego. W 2005 przejął władzę w NPSI, gdy sądownie unieważniono wybór Vittoria Craxiego na sekretarza partii, co doprowadziło do rozłamu u socjalistów. W 2006 został wybrany deputowanym, jednak odmówił objęcia mandatu, pozostając w PE.
W 2007 przegrał walkę o przywództwo w NPSI na rzecz Stefano Caldoro, który sprzeciwiał się porzuceniu dotychczasowej koalicji Silvia Berlusconiego. Gianni De Michelis wraz ze swoimi zwolennikami (wśród których znalazł się europoseł Alessandro Battilocchio) utworzył Partię Socjalistyczną, z którą po kilku miesiącach wszedł do większego ugrupowania o tej samej nazwie. W 2009 nie kandydował w wyborach europejskich.

## Odznaczenia
Został odznaczony Złotym Orderem Wolności Republiki Słowenii (1992).